# مثبط تكون الأوعية
مثبط تكون الأوعية هو مادة تمنع نمو الأوعية الدموية الجديدة، بعض المثبطات داخلية المنشأ وجزء من رد الفعل الطبيعي للجسم، وبعضها خارجية عن طريق الأدوية أو الأنظمة الغذائية.
تعتبر الأوعية الدموية جزءًا مهمًا من عملية التئام الجروح وغيرها، إلا أن أنواعًا معينة منها ترتبط بنمو الأورام الخبيثة، لذلك خضعت مثبطات تكون الأوعية لدراسات عديدة
من أجل العلاجات المحتملة للسرطان. كان يُعتقد في السابق أن مثبطات تكون الأوعية الدموية لها القدرة على أن تكون بمثابة علاج «رصاصة فضية» ينطبق على العديد من أنواع السرطان، ولكن تم عرض قيود العلاج المضاد لتولد الأوعية في الممارسة العملية.  ومع ذلك، تُستخدم المثبطات لعلاج السرطان، والتنكس البقعي في العين، والأمراض الأخرى التي تنطوي على تكاثر الأوعية الدموية بشكل فعال.

## آلية العمل
عندما يحفز الورم نمو الأوعية الجديدة، يقال إن خضعت «مفتاحا عضليا». يبدو أن التحفيز الرئيسي لهذا التبديل الأوعي هذا هو حرمان الأكسجين، على الرغم من أن المحفزات الأخرى مثل الالتهاب، فإن الطفرات الجسينية والضغط الميكانيكي قد تلعب أيضا دورا. يؤدي التبديل الأنجيني إلى التعبير عن العوامل المؤيدة للأوعية العضوية وزيادة الأوعية الدموية الورم. على وجه التحديد، تطلق خلايا الورم العديد من العوامل الباراسرين ذات الأوعية الدموية المؤيدة للأوعية (بما في ذلك Angiogenin، عامل النمو البطاني الأوعية الدموية، عامل النمو الفيبراست، وتحويل عامل النمو

## التنظيم الداخلي
يتم تنظيم تكوين الأوعية من خلال نشاط المنشطات والمثبطات الذاتية.  المثبطات الذاتية، الموجودة في الجسم بشكل طبيعي، تشارك في العملية اليومية لتنظيم تكوين الأوعية الدموية. غالبًا ما يتم اشتقاق المثبطات الداخلية من المصفوفة خارج الخلية أو بروتينات الغشاء القاعدي وتعمل عن طريق التدخل في تكوين الخلايا البطانية والهجرة، وتشكل الأنبوب البطاني، والتنظيم السفلي للجينات المعبر عنها في الخلايا البطانية.
أثناء نمو الورم، يتجاوز عمل محفزات تكوين الأوعية التحكم في مثبطات تكوين الأوعية، مما يسمح بنمو وتشكيل الأوعية الدموية بشكل غير منظم أو أقل تنظيمًا.  المثبطات الذاتية هي أهداف جذابة لعلاج السرطان لأنها أقل سمية وأقل عرضة للتسبب في مقاومة الأدوية من بعض المثبطات الخارجية. ومع ذلك، فإن الاستخدام العلاجي للمثبطات الذاتية له عيوب.  في الدراسات التي أجريت على الحيوانات، كانت الجرعات العالية من المثبطات مطلوبة لمنع نمو الورم ومن المرجح أن يكون استخدام المثبطات الذاتية طويل الأمد.
طريقة حديثة لإيصال العوامل المضادة لتكوين الأوعية الدموية إلى مناطق الورم في مرضى السرطان تستخدم بكتيريا معدلة وراثيًا قادرة على استعمار الأورام الصلبة في الجسم الحي، مثل Clostridium وBifidobacteria وSalmonella عن طريق إضافة جينات لعوامل مضادة لتولد الأوعية مثل الإندوستاتين أو IP10 كيموكين وإزالة أي جينات ضارة. يمكن أيضًا إضافة الهدف إلى الجزء الخارجي من البكتيريا بحيث يتم إرسالها إلى العضو الصحيح في الجسم.  يمكن بعد ذلك حقن البكتيريا في المريض وسيتجهون إلى موقع الورم، حيث يطلقون إمدادًا مستمرًا من الأدوية المرغوبة بالقرب من الكتلة السرطانية المتنامية، مما يمنعها من الوصول إلى الأكسجين وفي النهاية تجويع الخلايا السرطانية. وقد ثبت أن هذه الطريقة تعمل في المختبر وفي الجسم الحي في نماذج الفئران، مع نتائج واعدة جدًا. من المتوقع أن تصبح هذه الطريقة شائعة لعلاج أنواع السرطان المختلفة لدى البشر في المستقبل.

## التنظيم الخارجي

### النظام الغذائي
تعمل بعض المكونات الشائعة في الأنظمة الغذائية البشرية أيضًا كمثبطات خفيفة لتكوين الأوعية الدموية، وبالتالي تم اقتراحها للوقاية من الأوعية الدموية، والوقاية من ورم خبيث من خلال تثبيط تكوين الأوعية. على وجه الخصوص، تحتوي الأطعمة التالية على مثبطات كبيرة وقد تم اقتراحها كجزء من نظام غذائي صحي لهذه الفوائد وغيرها:
- منتجات الصويا مثل التوفو[9]
- فطر Agaricus subrufescens[10][11]
- مستخلص التوت الأسود[12]
- فطر Lingzhi[13]
- فطر Trametes متعدد الألوان[14][15][16]
- فطر الميتاكي[17]
- فطر[18]Phellinus linteus
- الشاي الأخضر[19]
- العرقسوس[20]
- النبيذ الأحمر[20]
- المواد الكيميائية النباتية المضادة لتكوّن الأوعية والأعشاب الطبية[21]
- غذاء ملكات النحل[22]

### الأدوية
ان البحث والتطوير في هذا المجال مدفوعًا إلى حد كبير بالرغبة في إيجاد علاجات أفضل للسرطان.  لا يمكن أن تنمو الأورام أكبر من 2 مم بدون تولد الأوعية. من خلال وقف نمو الأوعية الدموية، يأمل العلماء في قطع الوسائل التي يمكن من خلالها للأورام أن تغذي نفسها وبالتالي تنتشر.
بالإضافة إلى استخدامها كأدوية مضادة للسرطان، يتم فحص مثبطات تكوين الأوعية لاستخدامها كعوامل مضادة للسمنة، حيث أن الأوعية الدموية في الأنسجة الدهنية لا تنضج تمامًا، وبالتالي يتم تدميرها بواسطة مثبطات تكوين الأوعية.  تستخدم مثبطات تكوين الأوعية الدموية أيضًا كعلاج للشكل الرطب من التنكس البقعي.  عن طريق منع VEGF، يمكن أن تسبب المثبطات تراجعًا في الأوعية الدموية غير الطبيعية في شبكية العين وتحسن الرؤية عند حقنها مباشرة في الخلط الزجاجي للعين.

#### بيفاسيزوماب
من خلال الارتباط بمستقبلات عامل النمو البطاني الوعائي في الخلايا البطانية، يمكن لهذا العامل إطلاق استجابات خلوية متعددة مثل تعزيز بقاء الخلية، ومنع موت الخلايا المبرمج، وإعادة تشكيل الهيكل الخلوي، وكلها تعزز تكوين الأوعية.  يحبس Bevacizumab (الاسم التجاريVEGF في الدم، مما يقلل من ارتباطه بمستقبلاته، وبالتالي تقليل تنشيط مسار تكوين الأوعية، وبالتالي منع تكوين أوعية دموية جديدة في الأورام.
بعد سلسلة من التجارب السريرية في عام 2004، تمت الموافقة على عقار Avastin من قبل إدارة الغذاء والدواء الأمريكية، ليصبح أول دواء متاح تجاريًا مضادًا لتكوين الأوعية.  تم إلغاء موافقة إدارة الغذاء والدواء الأمريكية على عقار أفاستين لعلاج سرطان الثدي في وقت لاحق في 18 نوفمبر 2011.

#### ثاليدومايد
على الرغم من الإمكانات العلاجية للأدوية المضادة لتكوين الأوعية الدموية، إلا أنها يمكن أن تكون ضارة أيضًا عند استخدامها بشكل غير لائق. الثاليدومايد هو أحد هذه العوامل المضادة لتكوّن الأوعية.  أعطيت ثاليدومايد للنساء الحوامل لعلاج الغثيان.  ومع ذلك، عندما تأخذ المرأة الحامل عاملًا مضادًا لتولد الأوعية، فإن الجنين النامي لن يشكل الأوعية الدموية بشكل صحيح، وبالتالي يمنع النمو السليم لأطراف الجنين وأنظمة الدورة الدموية.  في أواخر الخمسينيات وأوائل الستينيات من القرن الماضي، ولد آلاف الأطفال بتشوهات، وأبرزها ترقق العظام، نتيجة لاستخدام الثاليدومايد.

#### القنب
وفقًا لدراسة نُشرت في عدد 15 أغسطس 2004 من مجلة Cancer Research، فإن القنب، المكونات النشطة في الماريجوانا، تقيد نمو الأوعية الدموية إلى الأورام الدبقية (أورام المخ) المزروعة تحت جلد الفئران، عن طريق تثبيط التعبير عن الجينات اللازمة لإنتاج عامل نمو بطانة الأوعية الدموية.